# 三河七御堂

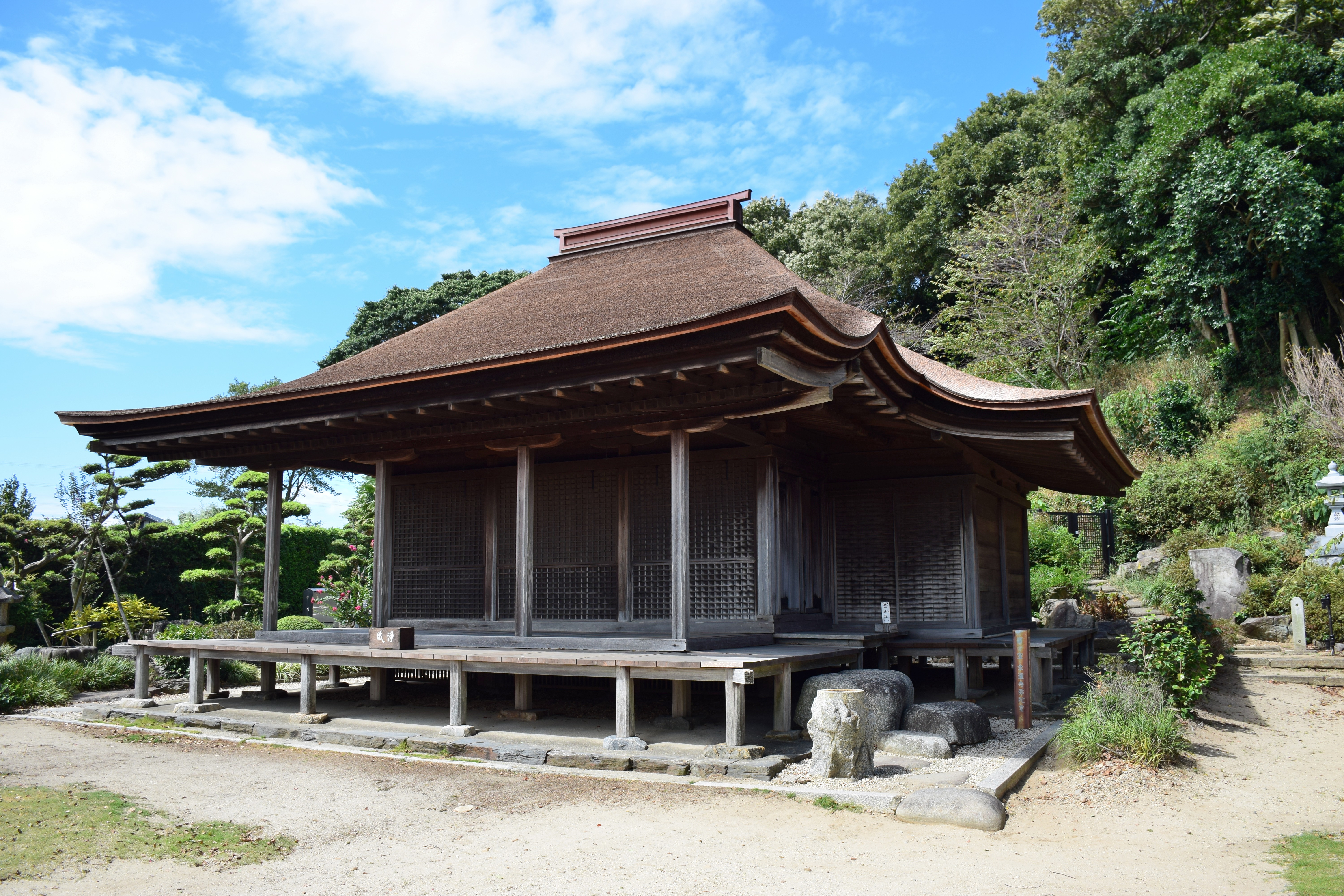
金蓮寺弥陀堂

三河七御堂（みかわしちみどう）は、建久年間に源頼朝が三河国守護安達盛長に命じて堂宇を再建するなどさせた寺。但し中世の史料には記述が見えず、七堂すべてを記した古史料としては安永4年(1775年)の地誌『三河刪補松』が知られる。

## 概要
船形山普門寺、赤岩山赤岩寺、陀羅尼山財賀寺、煙巌山鳳来寺、御堂山全福寺（廃寺）、龍田山長泉寺、青龍山金蓮寺の七ヶ寺を指す。